# Alekseï Kazakov
Pour les articles homonymes, voir Kazakov.
Alekseï Valerievitch Kazakov  (russe : Алексей Валерьевич Казаков) est un joueur russe de volley-ball né le 18 mars 1976 à Naberejnye Tchelny (Tatarstan, alors en URSS). Il mesure 2,17 m et joue central. Il totalise 376 sélections en équipe de Russie.

## Biographie
Il est récipiendaire de l'Ordre de l'Amitié depuis le 19 avril 2001 et de la médaille de l'Ordre du Mérite pour la Patrie depuis le 4 novembre 2005

## Clubs
| Club                   | De        | À         |
| ---------------------- | --------- | --------- |
| Iskra Odintsovo        | 1993-1994 | 1997-1998 |
| Pallavolo Modène       | 1998-1999 | 2001-2002 |
| Trentino Volley        | 2002-2003 | 2003-2004 |
| Iskra Odintsovo        | 2004-2005 | 2005-2006 |
| Oural Oufa             | 2006-2007 | 2008-2009 |
| Lokomotiv Novossibirsk | 2009-2010 | 2009-2010 |
| Dinamo Moscou          | 2010-2011 | 2010-2011 |
| Oural Oufa             | 2011-2012 | 2012-2013 |
| Zenit Kazan            | sep 2013  | déc 2013  |
| Lokomotiv Belgorod     | jan 2014  | ...       |

## Palmarès
- Jeux olympiques
  - Finaliste : 2000
- Ligue mondiale
  - Finaliste : 1998, 2000, 2007, 2010
- Coupe du monde (1)
  - Vainqueur : 1999
- Championnat du monde des moins de 21 ans (1)
  - Vainqueur : 1995
- Championnat d'Europe
  - Finaliste : 1999, 2005
- Ligue européenne (1)
  - Vainqueur : 2005
  - Finaliste : 2004
- Championnat d'Europe des moins de 21 ans (1)
  - Vainqueur : 1994
- Ligue des champions (1)
  - Finaliste : 2014
- Coupe de la CEV puis Challenge Cup
  - Finaliste : 2000, 2001, 2006, 2013
- Championnat de Russie
  - Finaliste : 1994, 2011, 2013
- Championnat d'Italie (1)
  - Finaliste : 2002
  - Finaliste : 1999, 2000
- Coupe de Russie (1)
  - Vainqueur : 2013
  - Finaliste : 1993, 1994, 1995, 2005, 2009, 2010